# Tooting Broadway
Tooting Broadway - stacja metra londyńskiego położona w dzielnicy Wandsworth. Została otwarta w 1926. Projektantem stacji był Charles Holden. Znajduje się na trasie Northern Line. Obecnie korzysta z niej ok. 13,9 mln pasażerów rocznie. Należy do trzeciej strefy biletowej.